# Madeuplexia pretiosa
Madeuplexia pretiosa là một loài bướm đêm trong họ Noctuidae.